# Ширяевка (Тамбовская область)
Ширя́евка — деревня в Ржаксинском районе Тамбовской области России. Входит в состав Богдановского сельсовета.

## География
Деревня находится на юго-востоке центральной части Тамбовской области, в лесостепной зоне, на правом берегу реки Мокрая Панда, вблизи места впадения её в реку Ворона, на расстоянии примерно 19 км (по прямой) к северо-востоку от Ржаксы, административного центра района.

### Климат
Климат умеренно континентальный, относительно сухой, с холодной продолжительной зимой и тёплым летом. Средняя температура воздуха самого холодного месяца (января) — −11 °C (абсолютный минимум — −40 °C); самого тёплого месяца (июля) — 20,5 °C (абсолютный максимум — 42 °С). Продолжительность периода с положительной температурой выше 10 °C составляет 151 день. Среднегодовое количество атмосферных осадков составляет 450—475 мм, из которых большая часть выпадает в тёплый период. Продолжительность залегания снежного покрова составляет в среднем 135 дней.

### Часовой пояс
Деревня Ширяевка, как и вся Тамбовская область, находится в часовой зоне МСК (московское время). Смещение применяемого времени относительно UTC составляет +3:00.

## Население
| 2010 |
| ---- |
| 58   |

### Половой состав
По данным Всероссийской переписи населения 2010 года, в гендерной структуре населения мужчины составляли 46,6 %, женщины — соответственно 53,4 %.

### Национальный состав
Согласно результатам переписи 2002 года, в национальной структуре населения русские составляли 100 % из 90 чел.